# ديريك مايلز
ديريك مايلز (بالإنجليزية: Derek Miles)‏ هو القافز بالزانة أمريكي، ولد في 28 سبتمبر 1972 في ساكرامنتو في الولايات المتحدة.

## وصلات خارجية
- ديريك مايلز على موقع الاتحاد الدولي لألعاب القوى (الإنجليزية)
- ديريك مايلز على موقع الاتحاد الأمريكي لسباقات المضمار والميدان (الإنجليزية)
- ديريك مايلز على موقع الدوري الماسي (الإنجليزية)
- ديريك مايلز على موقع أوليمبيديا (الإنجليزية)
- ديريك مايلز على موقع اللجنة الأولمبية والبارالمبية الأمريكية (الإنجليزية)